# Paseo del Siglo

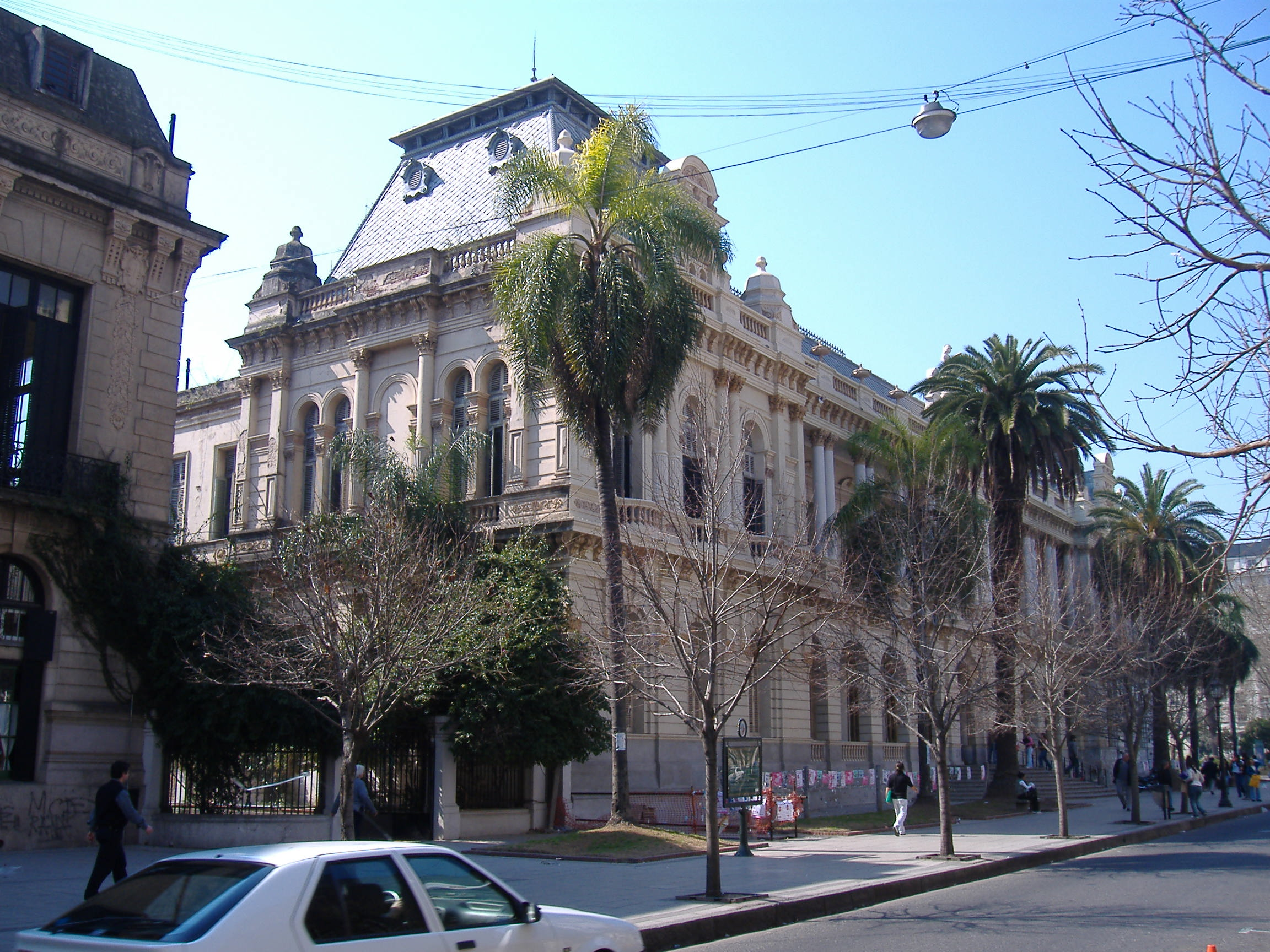
Facultad de Derecho y Ciencia Política en la esquina de Córdoba y Moreno.

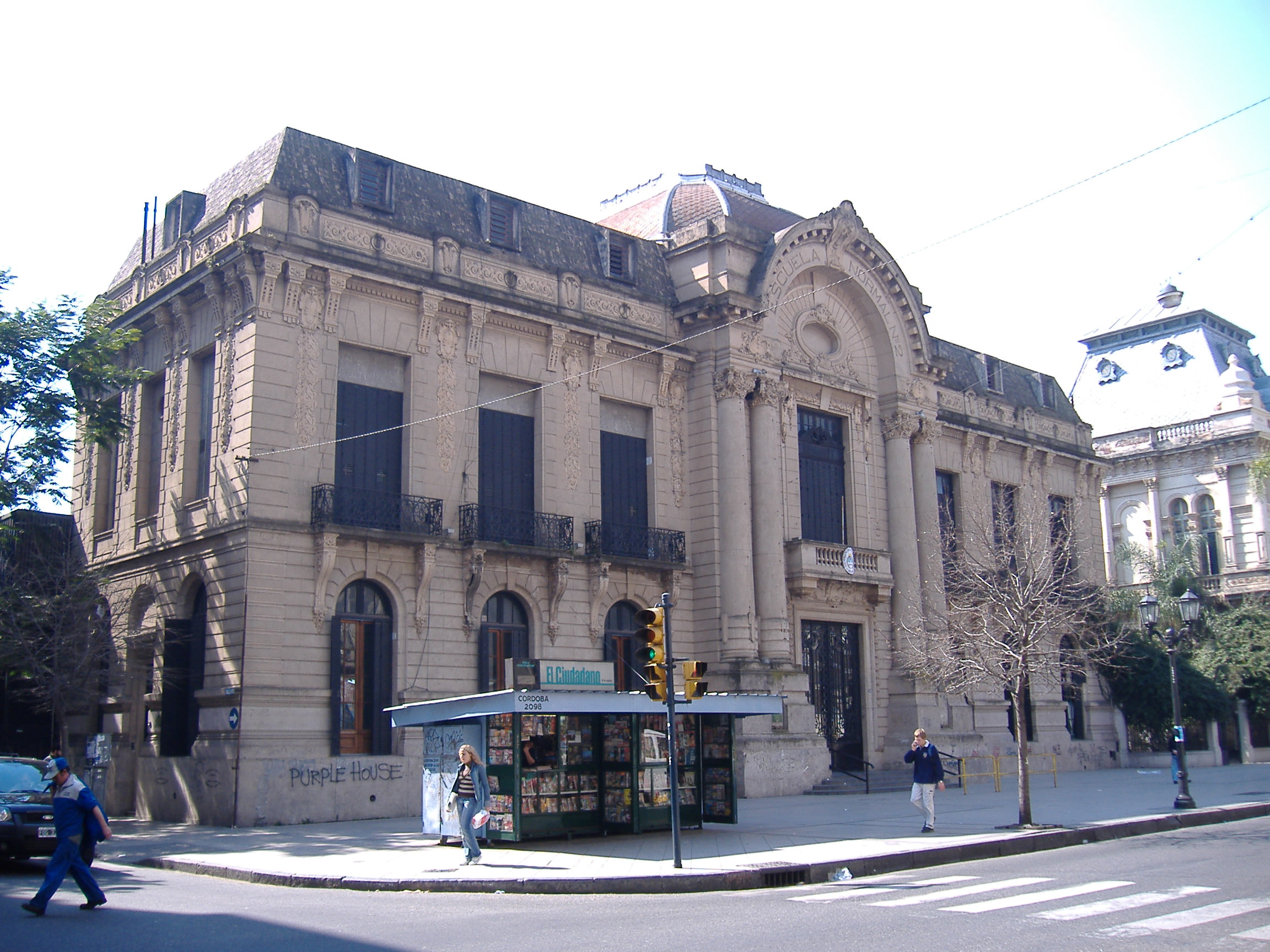
Escuela Normal Nro. 2 en la esquina de Córdoba y Balcarce.

El Paseo del Siglo es una parte del centro histórico de la ciudad de Rosario (Argentina). Comprende ocho cuadras en el microcentro, de la calle Córdoba, desde Boulevard Oroño al este hasta la calle Corrientes. Ese segmento y las calles adyacentes evocan un buen número de edificaciones históricas, tanto públicas como privadas, con varias mansiones de familias acomodadas. Esas estructuras han sido preservadas o restauradas bajo la égida de un Programa de Preservación Municipal.
Son sitios importantes a lo largo y a la redonda del Paseo del Siglo:
- El ex Palacio Provincial de Justicia, hoy Facultad de derecho de la Universidad Nacional de Rosario
- Escuela Normal N.º 2, galardonado como Monumento Histórico Nacional.
- La ex-Jefatura de Policía, hoy Delegación del Gobierno Provincial, algunas Oficinas Municipales, el Museo Provincial de Ciencias Naturales Dr. Ángel Gallardo, y el Memorial Centro Popular de la Memoria en el propio sitio de Centro de Detención Ilegal durante el terrorismo de Estado
- La Basílica Catedral de Nuestra Señora del Rosario, asiento de la Arquidiócesis de Rosario
- La Biblioteca Argentina Dr. Juan Álvarez
- El Palacio de la Bolsa de Comercio de Rosario, el Palacio Minetti, juntos en la única cuadra peatonal del Paseo,
- El edificio de los Molinos Fénix,
- Dos importantes plazas: Plaza San Martín y Plaza Pringles.